# Сапега, Адам Станислав
Адам Станислав Сапега (пол. Adam Stanisław Sapieha; 4 декабря 1828, Варшава — 21 июля 1903, Бад-Райхенхалль в Баварии) — польский князь, землевладелец, галицкий политик, кавалер Ордена Золотого руна.

## Биография
Представитель польско-литовского княжеского рода Сапег герба «Лис», происходившего со Смоленщины. Старший сын князя Леона Людвика Сапеги (1802—1878) и графини Ядвиги Замойской (1806—1890), дочери графа Станислава Костки Замойского.
Детство провёл вместе с матерью в Париже. С 1832 года — проживал в Галиции. В 1847 году окончил гимназию во Львове. Он начал учиться в Лондонском университете, затем прервал учёбу в связи с Революцией 1848—1849 годов, во время которой вернулся к отцу. После окончания революции поселился в родовом имении — Красичин. Выступал за расширение автономии Королевства Галиции и Лодомерии.
В 1861 году он был избран депутатом в Галицкий сейм. В 1863 году князь стоял во главе Комитета Восточной Галиции и сыграл серьезную роль в экспедиции генерала Антония Езёранского на Люблинщину. Во время Январского восстания Адам Станислав Сапега включил в пропаганду польского вопроса на Западе. Был арестован австрийскими властями, но вскоре бежал из заключения во Львове за границу, где в 1864 году он занимал пост Комиссара Национального Правительства во Франции и Англии.
В 1865 году Адам Станислав Сапега получил амнистию от императора Австро-Венгрии Франца Иосифа и смог вернуть себе конфискованную семейную собственность. В 1868 году он вновь был избран депутатом в Галицкий сейм во время дополнительных выборов. В 1870 году в очередной раз избирается депутатом. В 1872 году Адам Станислав Сапега отошёл на пять лет от активной политики в пользу организаторской работы. В 1877—1878 годах он ещё раз выступал по вопросам конспирации, связанной с Русско-турецкой войной, в рамках Конфедерации Польского Народа в так называемом Национальном Правительстве.
После смерти своего отца в 1879 году он унаследовал пожизненное место в Палате господ Рейхсрата в Вене. В 1883 году также вернулся в Галицкий сейм. Среди земян считался «радикалом», а демократы считали его «магнатом». 
4 октября 1894 года получил звание почётного гражданина города Львова, а 29 ноября 1894 года стал почётным гражданином города Санок за заслуги и труды для края и родины. 
Умер 21 июля 1903 года в Бад-Райхенхалле в Баварии. Был похоронен в родовом Красичине. Лицо принца Адама Станислава носит князь Витовт на картинке Яна Матейки «Грюнвальдская битва».

## Семья и дети
22 апреля 1852 года в Кракове женился на княжне Ядвиге Климентине Сангушко-Ковельской (28 октября 1830 — 13 июня 1918), дочери князя Владислава Иеронима Адама Сангушко (1803—1870) от его брака с княжной Изабеллой Марией Любомирской (1808—1890). Одновременно в течение многих лет у князя Адама был роман с сестрой жены, известной красавицей Еленой Сангушко, она родила ему двоих детей, которых княгиня Ядвига воспитала как своих. Дети:
- Владислав Леон Адам Феликс (30 мая 1853, Красичин — 29 апреля 1920, Львов), женат с 1881 года на графине Эльжбете Констанции Еве Потулицкой (1859—1948)
- Мария Анна Ядвига (23 января 1855, Краков — 30 августа 1929, Зегрже), муж с 1877 года граф Станислав Жолтовский (1849—1908)
- Леон Павел Адам Анджей (14 августа 1856, Париж — 8 февраля 1893, Бильче-Золотое, жена с 1883 года княжна Тереза Сангушко (1864—1954)
- Елена Мария Ядвига Изабелла Ева (30 декабря 1857, Красичин — 23 марта 1947), муж с 1881 года граф Эдвард Адам Стадницкий (1856—1885)
- Павел Ян Пётр Леон Адам (1 сентября 1860, Гумниска — 31 мая 1934, Седлиска), жена с 1893 года Матильда Паула Элеонора цу Виндишгрец (1873—1968)
- Ян Пётр Адам Мария (21 июля 1865, Гейдельберг  — 29 сентября 1954, Ницца), жена с 1914 года Элис Далтон-Пробун (1854—1933)
- Адам Стефан Станислав Бонифаций Юзеф (14 мая 1867, Красичин — 23 июля 1951, Краков), епископ краковский (1911), архиепископ краковский (1925), кардинал (1946).

## Галерея

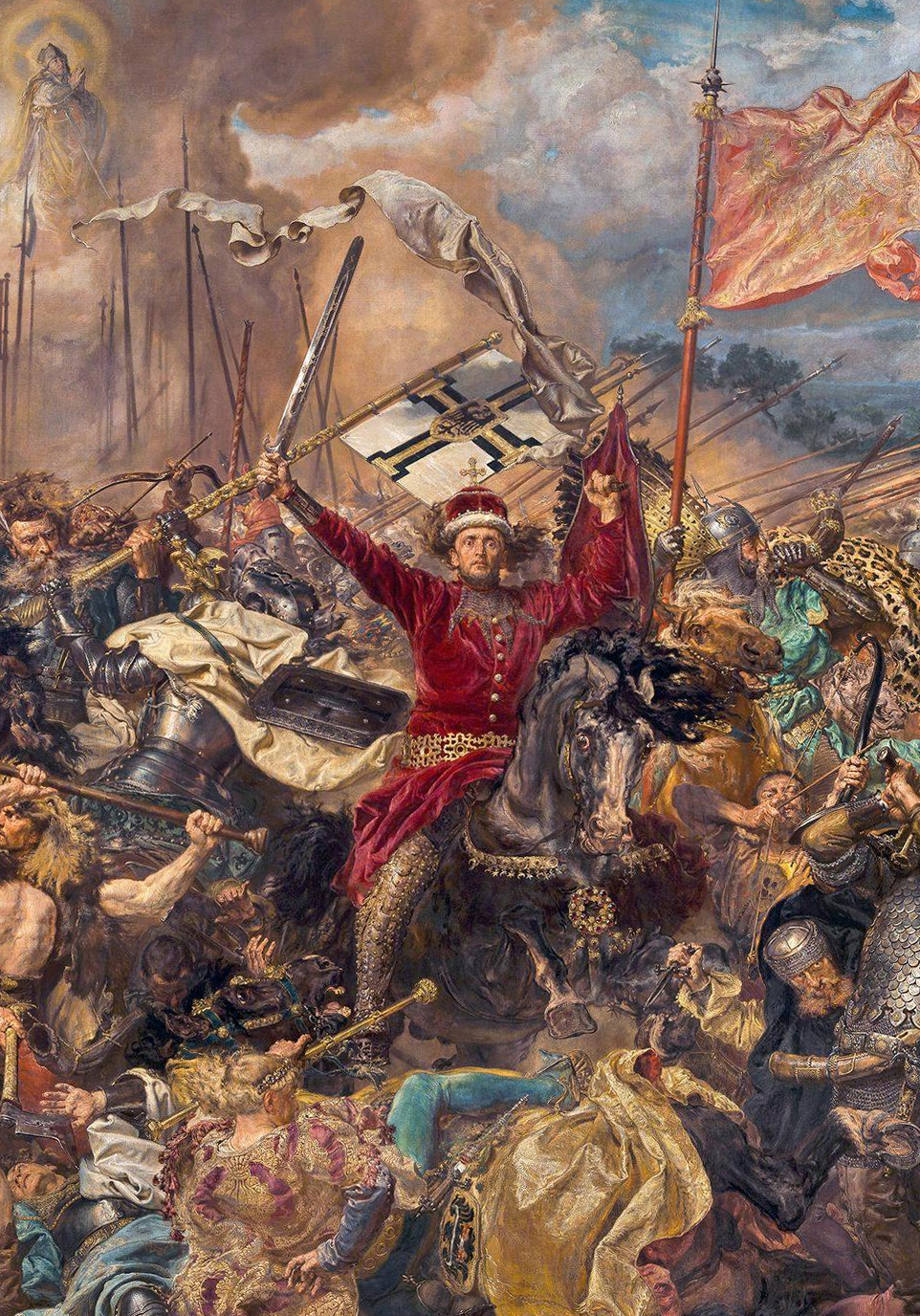
Адам Станислав Сапега как великий князь литовский Витовт (фрагмент картины Грюнвальдская битва), Ян Матейко.
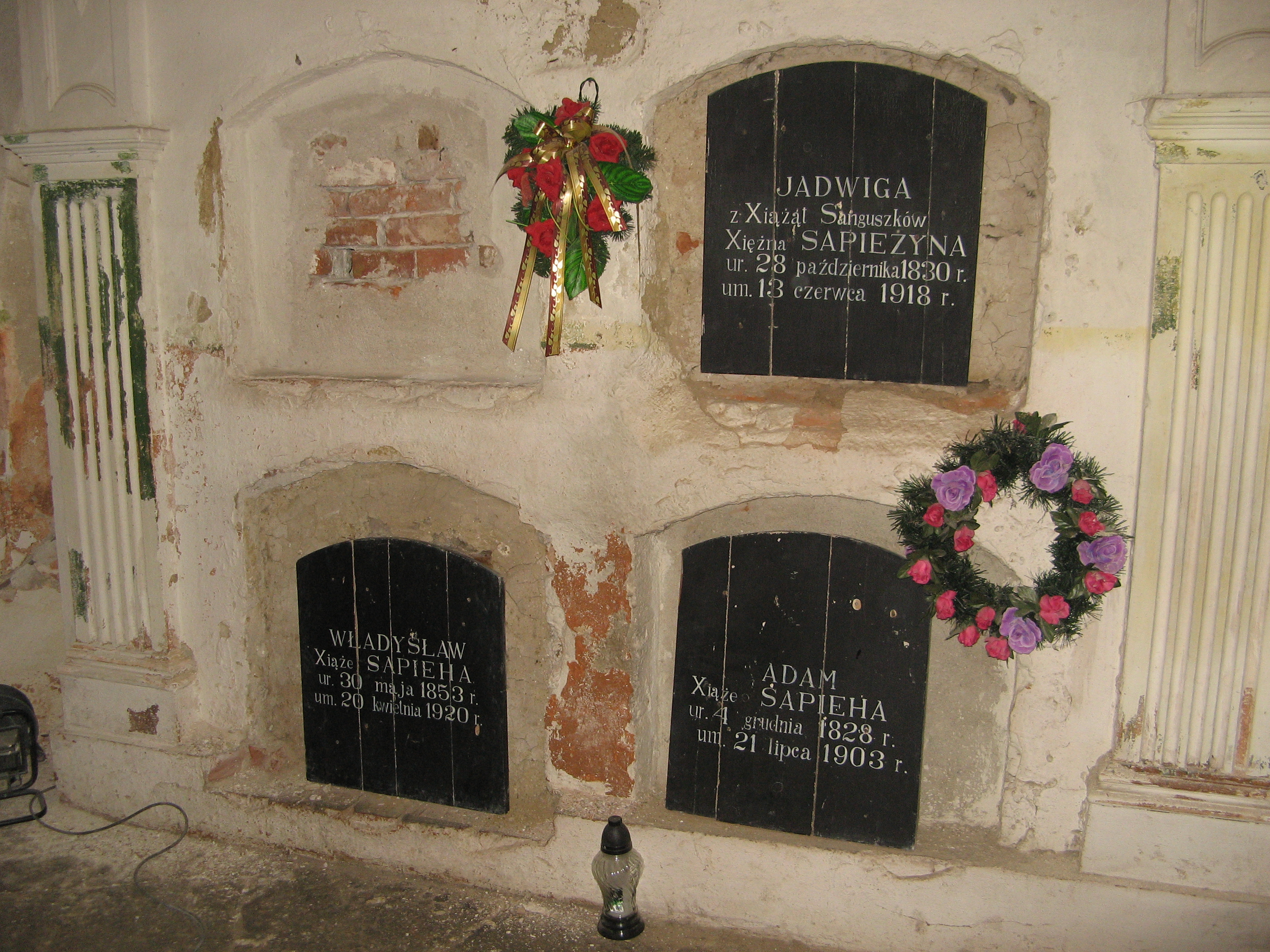
Могила Адама Станислава Сапеги в Красичинe.
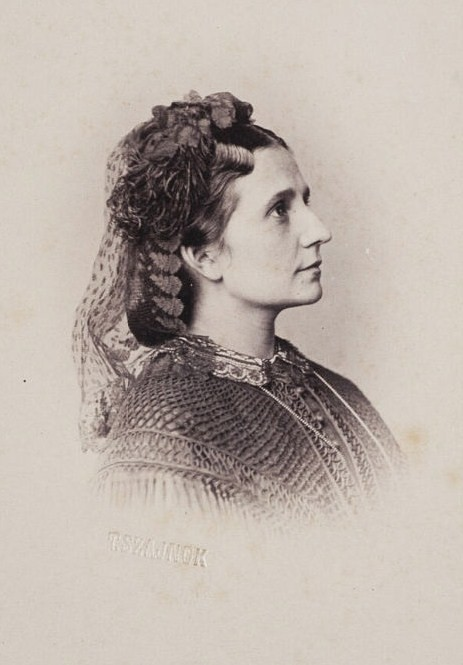
Ядвига Сапега
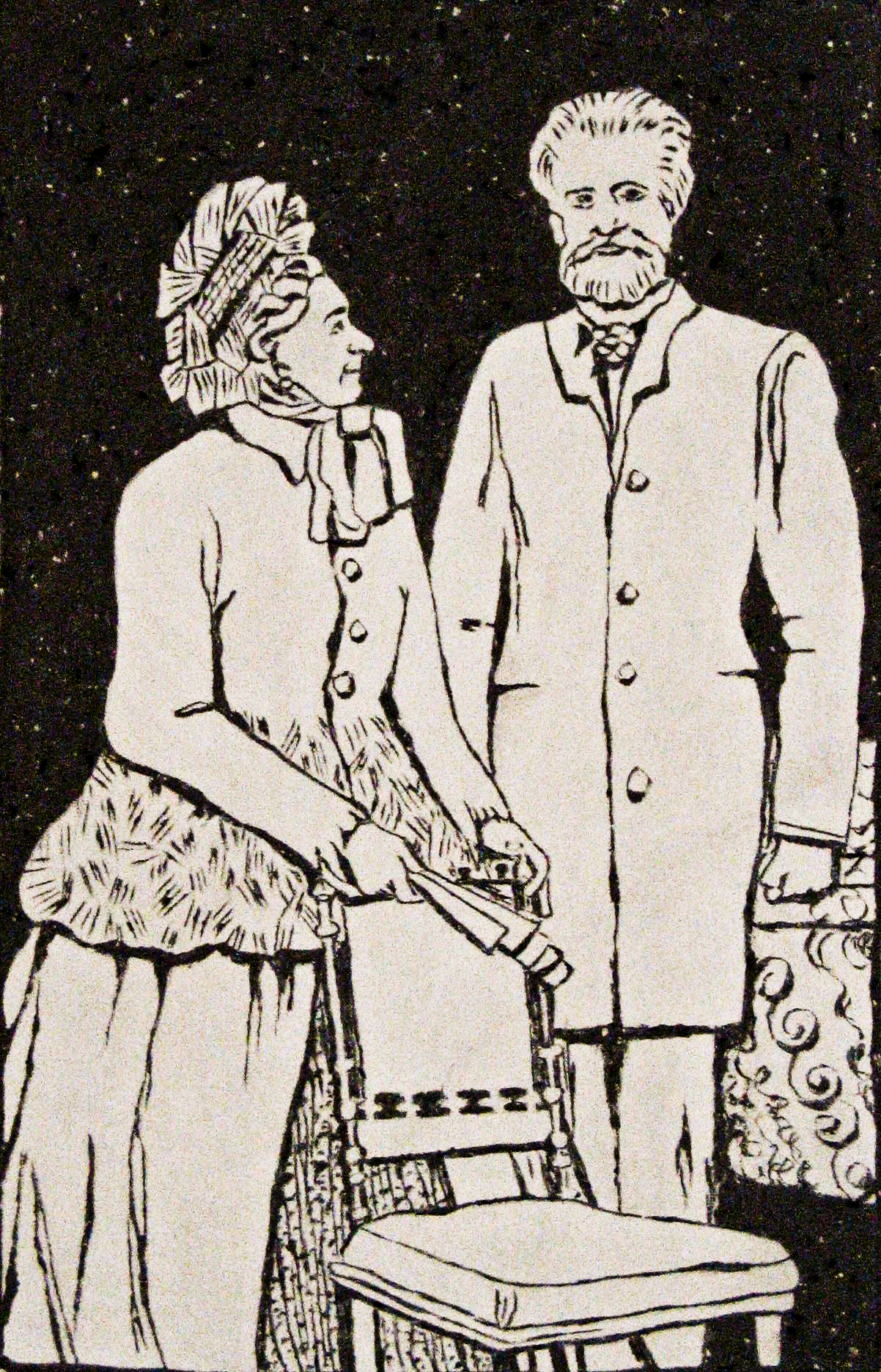
Адам Сапега и его жена Ядвига.
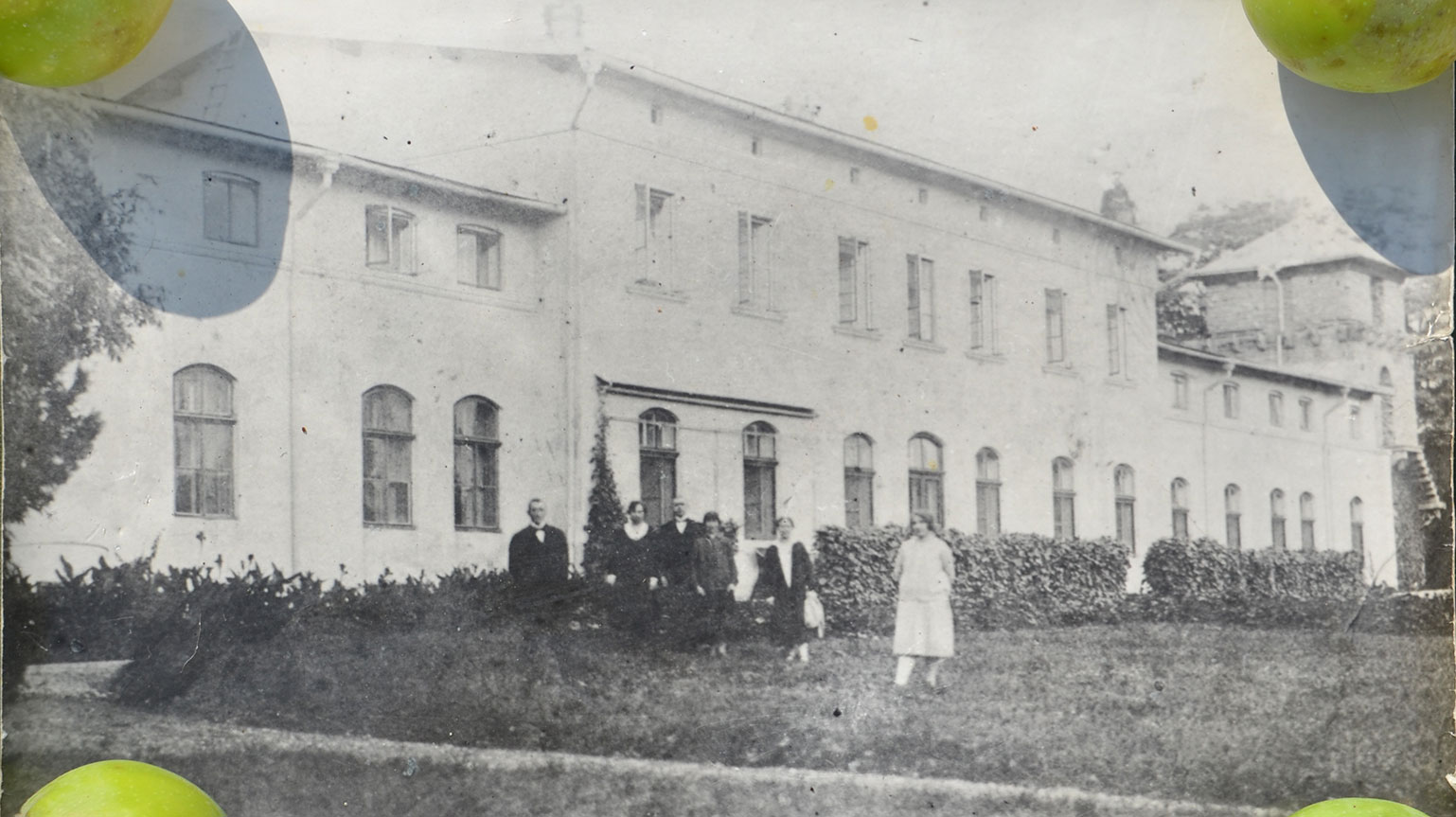
Семья Сапега возле дворца в Бильче-Золотом, около 1935 г. Дворец разрушен предположительно в годы ВОВ или позже.
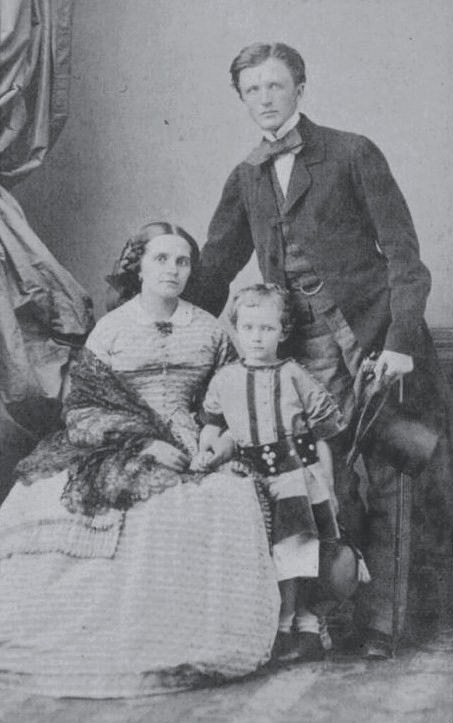
Князь Адам Сапега с женой Ядвигой и сыном